# كريس كليرمونت
كريس كليرمونت (مواليد 25 نوفمبر 1950) هو كاتب قصص مصورة أمريكي بريطاني المولد.
هو كاتب قصص مصورة وروائي أمريكي وُلد في بريطانيا، ومعروف بفترته التي استمرت 16 عامًا في سلسلة "Uncanny X-Men" من عام 1975 إلى عام 1991، وهي فترة أطول بكثير من أي كاتب آخر، حيث يُنسب إليه تطوير شخصيات أنثوية قوية وإدخال مواضيع أدبية معقدة في الروايات الخارقة، مما جعل هذه السلسلة التي كانت ضعيفة في السابق تصبح واحدة من أكثر سلاسل مارفل شهرة.